# Shimazu Toshihisa
Shimazu Toshihisa (島津 歳久?; 1537 – 25 agosto 1592) è stato un samurai giapponese del clan Shimazu durante il periodo Sengoku.

## Biografia
Toshihisa fu il terzo figlio di Shimazu Takahisa. Samurai affidabile, combatté in tutte le campagne del fratello maggiore Yoshihisa. La sua prima battaglia avvenne durante l'assedio di Iwatsurugi e nel 1580 ricevette come premio il dominio del clan Ketō nella provincia di Satsuma. Adottò Shimazu Tadachika, secondo figlio di Shimazu Yoshitora, come suo erede, al quale diede in sposa la figlia maggiore.
Tadachika fu ucciso durante la campagna di Kyūshū di Toyotomi Hideyoshi. Quando la campagna terminò e Yoshihisa si sottomise a Hideyoshi, Toshihisa rifiutò di farlo e non gli pose omaggio. Probabilmente per l'odio dovuto alla morte del suo erede. Si racconta che nel momento in cui Hideyoshi attraversò il territorio di Toshihisa, i suoi samurai lanciarono frecce sul suo palanchino.
Nel 1525, quando fu chiamato a servire nella prima campagna coreana, decise di darsi malato: Hideyoshi quindi lo accusò di insubordinazione e diede ordine a Yoshihisa di punirlo. Secondo altre fonti alcuni servitori di Toshihisa parteciparono alla rivolta di Umekita Kunikane. Toshihisa commise seppuku prima dell'arrivo di Yoshihisa, scrivendo nel suo poema di morte che lo faceva per il bene della casa Shimazu.
A Toshihisa successe il figlio di Tadachika, Shimazu Tsunehisa (島津 常久?).